# Charari Sharief
Charari Sharief là một thị xã và là nơi đặt Ủy ban khu vực quy hoạch (notified area committee) của quận Badgam thuộc bang Jammu và Kashmir, Ấn Độ.

## Nhân khẩu
Theo điều tra dân số năm 2001 của Ấn Độ, Charari Sharief có dân số 7378 người. Phái nam chiếm 53% tổng số dân và phái nữ chiếm 47%. Charari Sharief có tỷ lệ 48% biết đọc biết viết, thấp hơn tỷ lệ trung bình toàn quốc là 59,5%: tỷ lệ cho phái nam là 56%, và tỷ lệ cho phái nữ là 39%. Tại Charari Sharief, 12% dân số nhỏ hơn 6 tuổi.